# Margaret Zhang
Margaret Zhang (chin. 章凝), (ur. 1993 r.) – australijska modelka, projektantka mody oraz stylistka, chińskiego pochodzenia. Została najmłodszą w historii redaktorką naczelną magazynu Vogue, zostając szefową redakcji chińskiej wersji magazynu, w wieku zaledwie 27 lat. 

## Wczesne lata życia
Urodziła się w Australii, w rodzinie chińskich imigrantów. Jest córką profesora inżynierii mechanicznej, pracującego na Uniwersytecie w Sydney. Jako dziecko ćwiczyła balet oraz grę na pianinie. W celu, realizacji swych baletowych pasji przeniosła się do Melbourne aby uczyć się w tamtejszym baletowym liceum, uchodzącym za najlepsze w kraju. Jej pasja i zapał do baletu, otworzyły jej drogę do przyszłej kariery w modelingu.
Od 2009 roku prowadzi blog modowy "Shine by Three".

### Wykształcenie
Uzyskała licencjat z zarządzania i prawa rynkami biznesowymi, na Uniwersytecie w Sydney.

## Kariera w przemyśle modowym
W trakcie studiów urządzała pierwszy pokaz na Fashion week w Nowym Yorku, przy wsparciu finansowym ze strony uczelni. W 2014 roku prowadziła współpracę z firmą modową Matches Fashion.
W tym samym roku, pojawiła się w serialu dokumentalnym o australijskim przemyśle mody, Fashion Bloggers.
Została twarzą reklamowych kampanii firmy kosmetycznej Clinique, zatytułowanej #Faceforward. Tego samego roku, wygrała główną nagrodę w konkursie na modowego influencer'a roku.
Odniesione przez nią sukcesy umożliwiły jej współsprawcę z takimi markami modowymi jak: Nylon czy Elle. CNN określiło ją najbardziej znaną fotografką modową Azji. Była pierwszą azjatką uwiecznioną na okładce australijskiego Elle.
W 2019 została dyrektorem działu kreatywnego w The Face Magazine, na terenie Azji.
W 2021 roku została szefową chińskiej redakcji Vogue, co czyni ją najmłodszą osobą na tym stanowisku w historii gazety. Jest znana z dobrego pojmowania trendów digitalizacyjnych na rynku i wynajdywania trendów modowych najmłodszego pokolenia chińczyków.